# Gustav Leonhardt

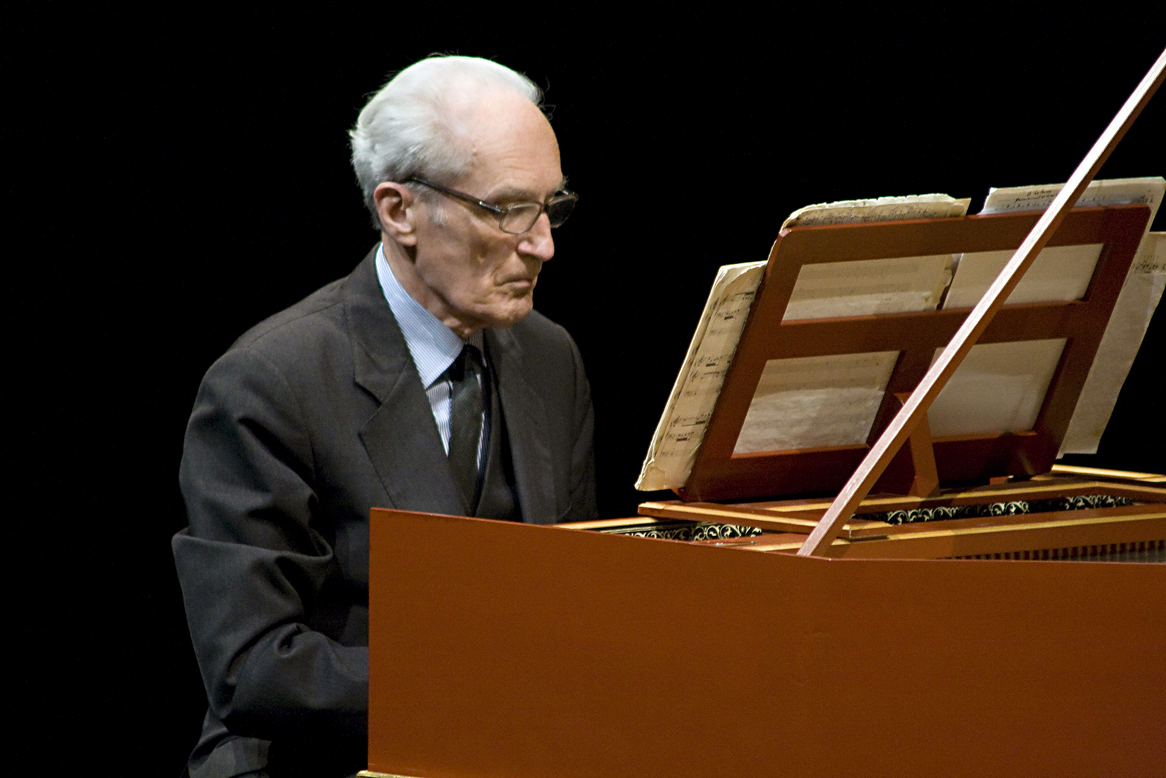
Gustav Leonhardt no MAfestival, em Bruges.

Gustav Leonhardt ('s-Graveland, 30 de maio de 1928-Amesterdão, 16 de janeiro de 2012) foi um consagrado tecladista, maestro, musicólogo, professor e editor neerlandês.
Leonhardt foi um dos líderes do movimento que prega a execução da música clássica em instrumentos de época.
Entre os instrumento de teclado nos quais ele se celebrizou estão o cravo, o órgão, o claviorganum, o clavicórdio e o fortepiano.
Em Portugal, era uma presença regular, da Casa Mateus em Vila Real, à Fundação Calouste Gulbenkian em Lisboa, passando pelo Festival Internacional de Música da Póvoa de Varzim.